# Zanzibar (autonomia)
Zanzibar (ang. i suahili Zanzibar, arab. زنجبار) – autonomiczna część Tanzanii (podmiot federacji). Zajmuje powierzchnię 2643 km². Istnieją tu liczne plantacje goździkowca i palmy kokosowej. Stolicą autonomii, a zarazem jej największym portem jest miasto Zanzibar. W skład autonomii wchodzi archipelag Zanzibaru na Oceanie Indyjskim, w którego skład wchodzą 2 większe wyspy, Zanzibar i Pemba oraz kilka mniejszych. Od stałego lądu Zanzibar oddzielony jest Kanałem Zanzibarskim.

## Historia
W X wieku został skolonizowany przez Arabów i Persów i pełnił rolę arabskiej bazy handlowej w kontaktach z wybrzeżem afrykańskim.
Od roku 1505 Zanzibar należał do Portugalii.
W 1698 Zanzibar stał się częścią sułtanatu Omanu. W 1856 po śmierci sułtana Said ibn-Sultana doszło do wojny o sukcesję pomiędzy jego synami, w wyniku której w kwietniu 1861 utworzono odrębny Sułtanat Zanzibaru.
W 1886 Wielka Brytania przejęła kontrolę nad Zanzibarem, ale formalnie dalej panowali miejscowi sułtanowie. W celu zaspokojenia niemieckich roszczeń do wyspy (Niemcy opanowali w tym czasie Tanganikę) Zjednoczone Królestwo oddało Niemcom w 1890 wyspę Helgoland na Morzu Północnym oraz region Caprivi.
W 1911 roku zniesiono na wyspach niewolnictwo.
10 grudnia 1963 Zanzibar uzyskał niepodległość. 12 stycznia 1964 wybuchła rewolucja, w wyniku której obalono sułtana i proklamowano Ludową Republikę Zanzibaru i Pemby. 26 kwietnia 1964 roku państwo to utworzyło wraz z Tanganiką Zjednoczoną Republikę Tanzanii.

## Ustrój polityczny
Zanzibar stanowi w pełni suwerenną wewnętrznie część Zjednoczonej Republiki Tanzanii. Posiada własny, 50-osobowy parlament, rząd i prezydenta.
Na wyspie działają dwie partie polityczne: Partia Rewolucji (Chama Cha Mapinduzi) i Zjednoczony Front Ludowy (Chama Cha Wananchi).

## Podział administracyjny
Zanzibar podzielony jest na 3 regiony:
- Zanzibar Północny
- Zanzibar Centralny/Południowy
- Zanzibar Miejski/Zachodni.

Pemba podzielona jest na 2 regiony:
- Pemba Północna
- Pemba Południowa.

## Kultura
Zanzibar był pierwszym krajem w Afryce, w którym wprowadzono kolorową telewizję (w 1973). W kontynentalnej części Tanzanii pierwszą stację telewizyjną uruchomiono dopiero dwadzieścia lat później.

### Islamizm
Region uchodzi za ostoję radykalnego, konserwatywnego islamu. W 2004 wprowadzono kary za stosunki homoseksualne. W 2006 radykalni islamiści uniemożliwili organizację obchodów 60. rocznicy urodzin Freddie Mercury’ego, urodzonego na Zanzibarze. Dochodzi tam również do zabójstw pastorów protestanckich i księży katolickich.

## Gospodarka
Zanzibar i Pemba tradycyjnie były głównym eksporterem goździków. Jednak na skutek nieudanej próby przeprowadzenia reform socjalistycznych w Tanzanii w latach 60. i 70. (narzucenie przez rząd cen i liczby eksportowanych goździków), Zanzibar zajmuje obecnie 3. miejsce na świecie pod względem eksportu goździków.
Zanzibar eksportuje również inne przyprawy oraz wodorosty i rafię. Rozwinięte jest rybołówstwo.
Ważną rolę w gospodarce Zanzibaru odgrywa turystyka.
Na Zanzibarze można spotkać się z podawaniem czasu w zwyczajowy sposób, zgodnie z którym doba (godzina 0:00) rozpoczyna się o godzinie 6:00 EAT rano.